# Festival mondial du film de Bangkok
Ne doit pas être confondu avec Festival international du film de Bangkok.
Le Festival mondial du film de Bangkok (thaï : เทศกาลภาพยนตร์โลกแห่งกรุงเทพฯ ; anglais : World Film Festival of Bangkok) est un festival de cinéma international qui a lieu chaque année depuis 2003 à Bangkok, en Thaïlande, en octobre et novembre.

## Histoire

### Précurseur: Festival du film de Bangkok de 1998 à 2002
L'éditeur du quotidien The Nation, Nation Multimedia Group, a organisé en 1998 le premier Festival du film de Bangkok (qui était également le premier festival de cinéma du pays). Ce festival a eu lieu jusqu'en 2002.
Le Festival du film de Bangkok a accueilli de nombreux films internationaux :
- en 1998, 50 productions de 23 pays du monde entier, incluant de nombreux films thaïlandais (Prae Dam de Rattana Pestonji, Gunman et Salawen de Chatrichalerm Yukol, The Dumb Die Fast... de Manop Udomdej, Who Is Running des frères Pang etc.), les films français Marius et Jeannette et Western[1]... Cette première édition est suivie par 20 000 spectateurs et le prix du meilleur film asiatique récompense le film coréen A Petal ; Cependant, la censure des films Bugis Street (Singapour) et My Teacher Eats Biscuits (Thaïlande) par le comité de censure (contrôlé par la police thaïlandaise) a terni la réussite de ce premier festival[2] ;
- en 1999, 60 longs-métrages (et une centaine de courts-métrages), incluant les trois films thaïlandais 6ixtynin9 de Pen-ek Ratanaruang, Nang Nak de Nonzee Nimibutr et Kon Jorn de Attapom Thirihun, quatre films du réalisateur Francis Girod (Lacenaire, Passage à l'acte, L'Enfance de l'art et Le Trio infernal), deux films chinois de Zhang Yimou (Not One Less (en français Pas un de moins) et The Road Home), le film One step on a mine, It's all other de Shon Igarashi, le film iranien Banoo de Dariush Mehrjui, une retrospective du cinéaste indien Anand Patwardan etc.[3] Le film Nang Nak reçoit la récompense suprême, l'Éléphant d'or et 6ixtynin9 le prix du meilleur scénario[4] ;

En 2003, le festival est repris par l'organisme public Tourism Authority of Thailand (TAT) qui l'a renommé Festival international du film de Bangkok. Le Festival mondial du film de Bangkok a lieu désormais chaque année en octobre, organisé par le seul Nation Multimedia Group. Son directeur est Kriengsak Victor Silakong.

### 2003: Début du Festival mondial du film de Bangkok
La première édition du festival s'est déroulée du 17 au 26 octobre 2003 au centre commercial Siam Discovery Center. Elle a présenté plus de 80 films internationaux, aussi bien de jeunes auteurs que de cinéastes confirmés. Une rétrospective était consacrée aux œuvres de Fritz Lang, Satyajit Ray, Jean Cocteau et Werner Herzog, et plus de 10 films indiens étaient projetés. Le prix du meilleur film est revenu à Swimming Pool de François Ozon et celui du public à L'Arche russe d'Alexandre Sokourov. Le jury comprenait le cinéaste Jiří Menzel et Naowarat Pongpaiboon, un Artiste national de Thaïlande en littérature.

### 2004

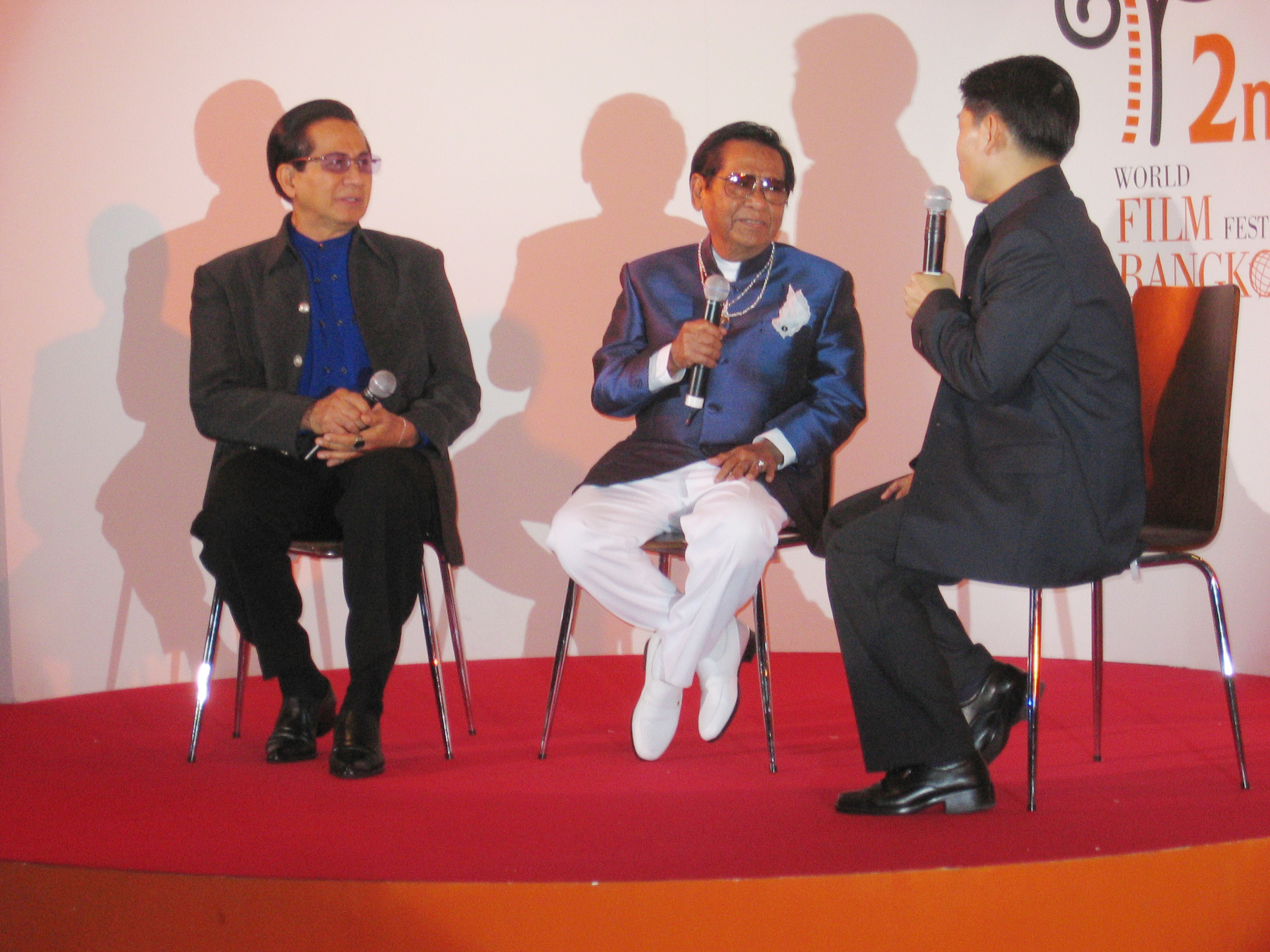
L'acteur Sombat Metanee (à g.) et Dokdin Kanyamarn (au c.) sont interviewés durant le festival 2004.

En 2004, le Prix Lotus a été décerné pour la première fois à des personnalités qui ont consacré leur vie au cinéma. Son premier récipiendaire a été le maître de la comédie thaï Dokdin Kanyamarn. Sa comédie la plus fameuse, Aï-Tui (M. Tui), a été remontée avec des sous-titres en anglais. Aï-Tui a aussi été présenté dans le programme « Les Maîtres de la comédie », avec des films de Jacques Tati, Charles Chaplin, Terry Gilliam et le documentaire de Jackie Chan Traces of a Dragon: Jackie Chan and his Lost Family.
Le festival a également comporté des séminaires et des ateliers en coopération avec le Fonds Hubert Bals du Festival international du film de Rotterdam et le Fonds Sud Cinéma de l'Institut français et du CNC : la discussion a porté sur l'aide aux producteurs en quête de financements internationaux pour leurs projets. Elle a aussi mis en place un atelier d'évaluation des films permettant aux participants de classer les films montrés au festival. (Ce système a ensuite été utilisé pour tous les films montrés au festival de 2005.) Il y a eu également un atelier pour le financement de nouveaux films avec le soutien du Festival des trois continents de Nantes et Produire Au Sud. Les projets sud-est asiatiques les plus intéressants ont été invités pour la sélection finale en France.

### 2005
Le festival 2005 a présenté un programme intitulé Tsunami Digital Short Films. Des cinéastes thaïlandais et étrangers avaient reçu un budget du ministère de la culture thaïlandais pour réaliser des courts-métrages pour commémorer le raz-de-marée du 26 décembre 2004. Les réalisateurs thaïlandais étaient Apichatpong Weerasethakul, Thunska Pansittivorakul, Pramote Sangsorn, Lek Manont, Naowarat Saowanich, Pipope Panitchpakdi, Santi Taepanich, Pimpaka Towira, Somkid Thamniamdi, Sompot Chidgasornpongse et Suchada Sirithanawuddhi, auxquels s'ajoutent la Française Christelle Lheureux, le Suédois Folke Ryden et Margaret Bong Chew Jen de Malaisie. Leurs courts-métrages ont été présentés au festival et dans de nombreux autres festivals internationaux.
Le festival 2005 avait pour invité spécial Roman Polanski, qui a assisté à la remise des Prix Lotus. Son film Oliver Twist a fait l'ouverture du festival. Les autres temps forts ont été la présentation de la Nouvelle vague tchécoslovaque et du cinéma turc, ainsi qu'une rétrospective des films d'Ulrike Ottinger et Jean-Pierre Jeunet. La projection du film de 7 heures de Serge Bondartchouk Guerre et Paix, basé sur le livre éponyme, a suscité un grand intérêt.
Le prix du meilleur film a été décerné au film sri-lankais de Vimukthi Jayasundara La Terre abandonnée, provoquant des discussions animées.

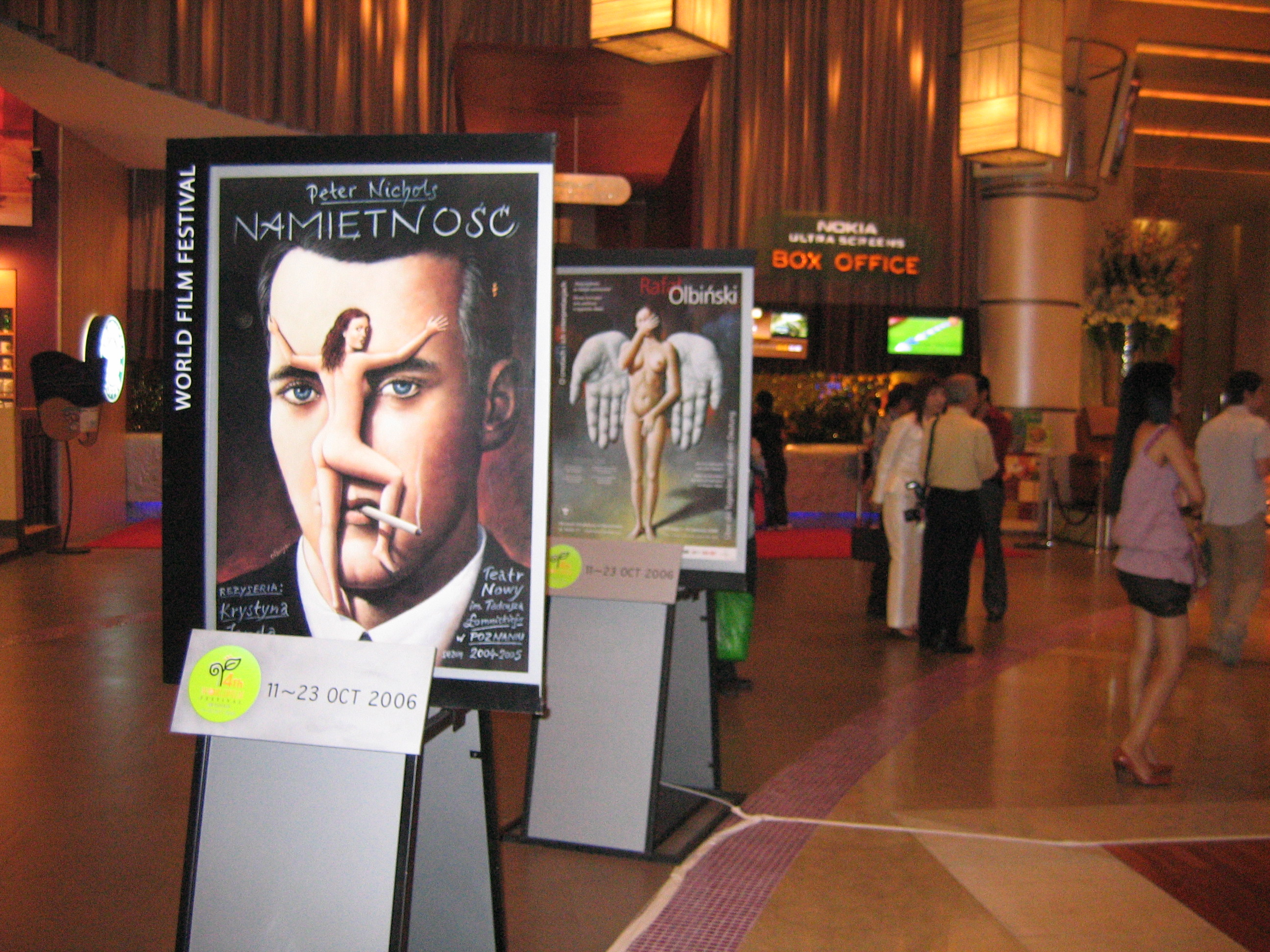
Exposition d'affiches de au Paragon Cineplex du Siam Paragon durant le festival en 2006.

### 2006
Avec le soutien de l'ambassade de Pologne, le quatrième festival a présenté une rétrospective du réalisateur Krzysztof Kieślowski, avec notamment des œuvres rares comme La Paix, Une brève journée de travail et Passage souterrain. Il y a eu aussi une exposition d'affiches de l'artiste et designer polonais Rafał Olbiński (en), qui était un des jurés.
Le film d'ouverture du festival a été la super-production chinoise La Légende du scorpion noir de Feng Xiaogang, projetée avant sa sortie thaïlandaise. Ce film a remporté le Prix du public.

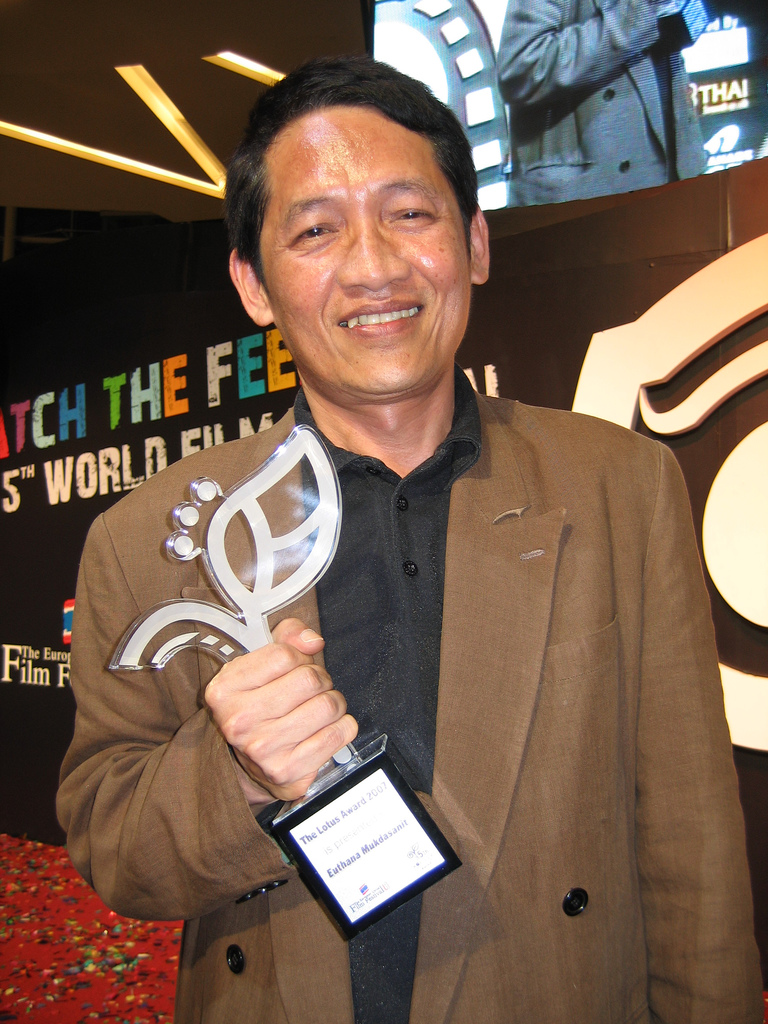
Euthana Mukdasanit et son Prix Lotus en 2007.

### 2007
Le festival 2007 a eu lieu au multiplexe du centre commercial The Esplanade, avec le thème « Catch the Feeling ». Il a aussi accueilli les 20 meilleurs films européens de l’European Union Film Festival (organisé depuis 1990 en Thaïlande par la Commission européenne).
Le festival a coopéré avec le réseau public MCOT pour organiser une compétition de courts-métrages ouverte au public.
Le Prix Lotus a été décerné au réalisateur et scénariste thaïlandais Euthana Mukdasanit et celui du meilleur film à Import/Export de l'Autrichien Ulrich Seidl. Le Prix du public a été supprimé.

### 2008
En 2008, le thème du festival était « No Movies, No Life » (Pas de films, pas de vie). Organisé au Siam Paragon, il a été ouvert par le drame romantique A Moment in June, le premier film sélectionné par l'atelier Produire Au Sud. Le documentaire de Martin Scorsese Shine a Light a clos le festival, après environ 80 films, une rétrospective Derek Jarman, un hommage à Héctor Babenco et cinq films de Shyam Benegal, qui a reçu le Prix Lotus 2008.

### 2009
Le septième festival mondial du film de Bangkok est organisé au Paragon Cineplex. Il a été ouvert par le film Mudane History, le premier film long métrage d'Anocha Suwichakornpong  et clôturé par le documentaire suisse Rocksteady : The Roots of Reggae.

### 2012
Le dixième festival mondial du film de Bangkok est organisé au Paragon Cineplex. Il a été ouvert par le documentaire-fiction Mekong Hotel d'Apichatpong Weerasethakul  et clôturé par Fados de Carlos Saura.

### 2013
Le onzième festival mondial du film de Bangkok projette en ouverture le film The Rocket de Kim Mordaunt et attribue un prix pour l'ensemble de sa carrière à l'actrice franco-thaïe Jarunee Suksawat (Caroline Desneiges), grande star des années 80,,.

### 2014
Le douzième festival projette en ouverture le documentaire Somboon du thaïlandais Krisda Tipchaimeta. En coopération avec le festival international du film d'animation d'Annecy, plusieurs dessins animés sont présentés au public dont Ernest et Célestine, Le Congrès et Une vie de chat. L'acteur et producteur thaïlandais Pisan Akarasenee reçoit le Prix Lotus 2014.

### 2015
Le treizième festival est organisé au SF World Cinema de Central World. Il a été ouvert par le film Snap de Kongdej Jaturanrasamee,et clôturé par Les Suffragettes de Sarah Gavron.

### 2017
Le quatorzième festival mondial du film de Bangkok est organisé. Il a été ouvert par le film d'animation franco-belgo-japonais La Tortue rouge de Michael Dudok de Wit. 72 films venus de 22 pays sont projetés. Le réalisateur, scénariste et producteur américain Oliver Stone reçoit le Prix Lotus 2017.

### 2022

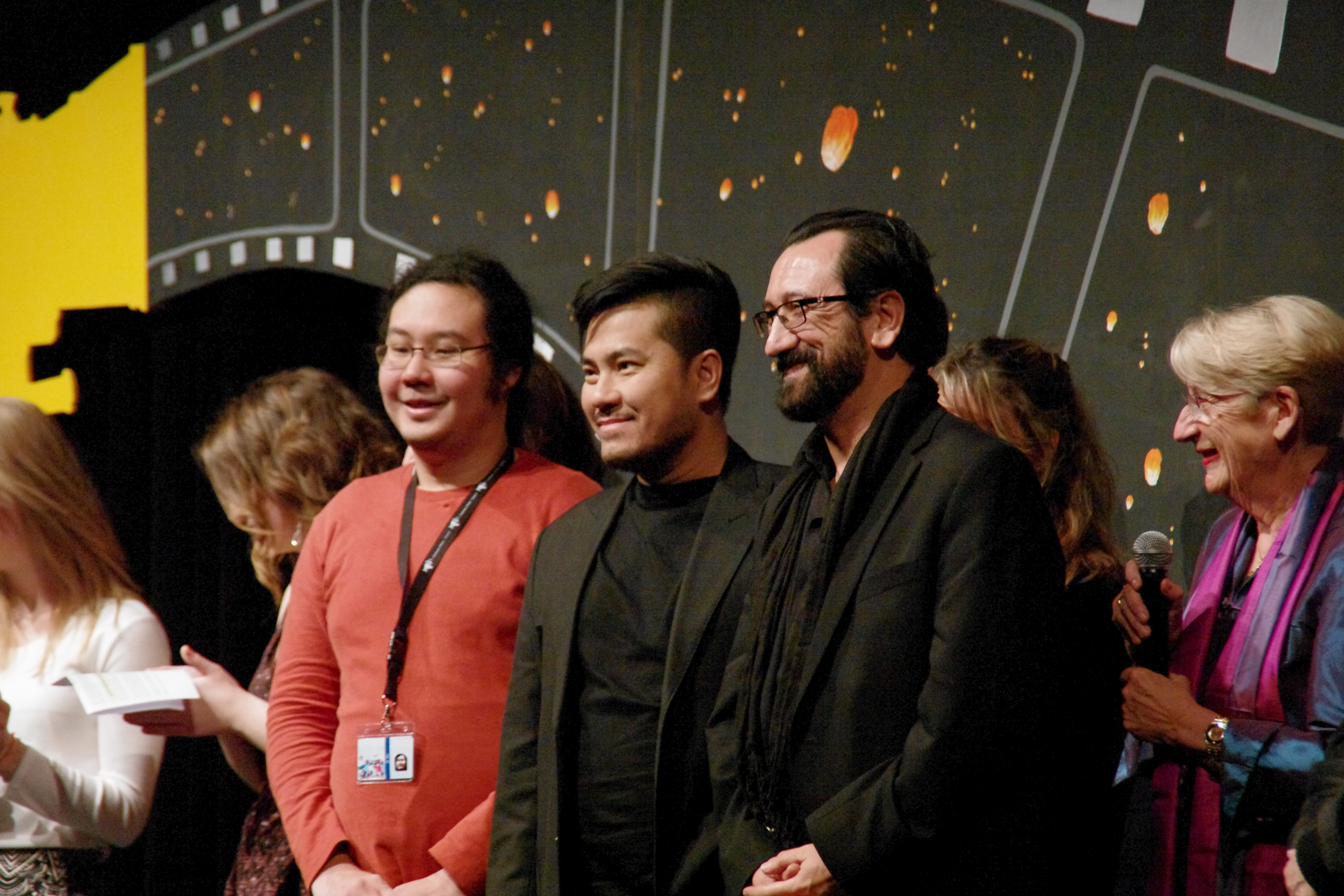
De gauche à droite : Donsaron Kovitvanitcha (le nouveau directeur du Festival mondial du film de Bangkok depuis 2022), Kan Lume et Mevlut Akkaya au festival international des cinémas d'Asie de Vesoul en 2016.

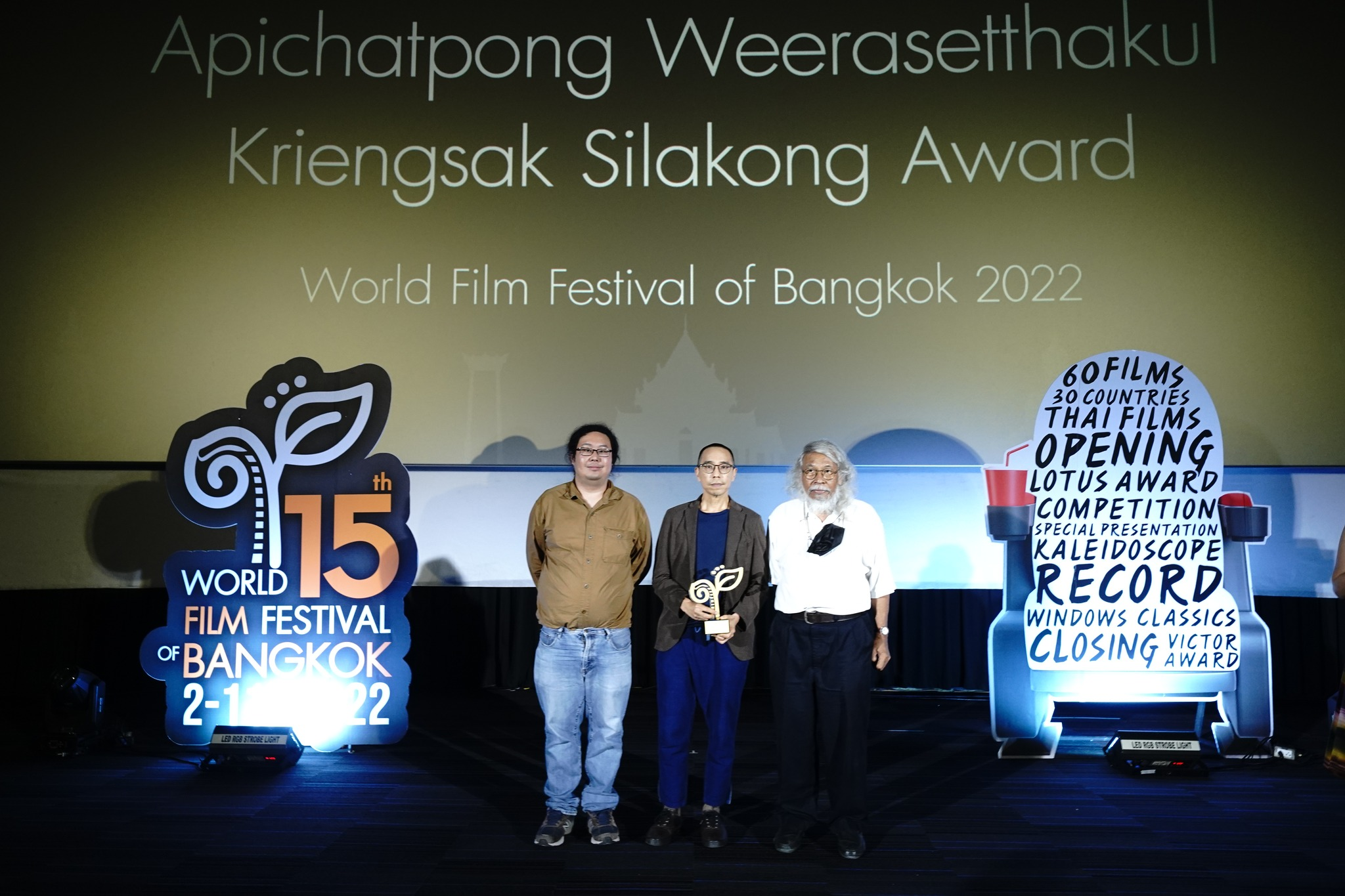
Apichatpong Weerasethakul reçoit le prix Kriengsak Silakong au 15ème Festival mondial du film de Bangkok

Le directeur du Festival mondial du film de Bangkok Kriengsak Victor Silakong décède subitement le 27 mars 2022 d'une attaque cardiaque. Donsaron Kovitvanicha, scénariste, critique et journaliste spécialisé dans le cinéma, membre du jury Netpac au festival international des cinémas d'Asie de Vesoul 2016, lui succède pour diriger le quinzième Festival mondial du film de Bangkok organisé du 2 au 11 décembre 2022 au SF World Cinema,,.

### 2024
Seizième Festival mondial du film de Bangkok organisé du 7 au 17 novembre 2024,.